# 魯本·加列戈
魯本·馬裡納雷納·加列戈（英語：Rubén Marinelarena Gallego；1979年11月20日—）是一位美國政治人物，自2025年起擔任美國亞利桑那州資淺聯邦參議員。加列戈是民主黨成員，曾於2015年至2025年間擔任美國亞利桑那州第三國會選區眾議員。他也曾是亞利桑那州眾議院議員，2012年起擔任少數黨助理領袖，直到辭職競選聯邦衆議院議員。加列戈於2014年首次當選衆議院議員 。他的選區包括鳳凰城南部、西部和市中心的大部分地區以及格兰岱尔的部分地區 。
加列戈曾擔任埃里克·斯沃韦尔2020年總統競選的全國主席。 作爲一位進步的政治家，加列戈曾批評參議員柯尔丝滕·西内马反對廢除「冗长辩论」，並投票反對某些民主黨立法。在2024年展開美國參議員競選活動後，他不再使用「進步」一詞來定義自己。 民主黨黨員和自由派組織鼓勵他與西内馬對選，2023年1月，他宣佈參選2024年亞利桑那州聯邦參議員選舉。由於西内馬沒有尋求連任，加列戈在沒有對手的情況下贏得了民主黨提名。在大選中，他擊敗了共和黨提名人卡丽·莱克。 他是第一位當選代表亞利桑那州進入美國參議院的拉丁裔參議員。 2025年1月3日上任後，他與俄亥俄州的伯尼·莫雷諾成為首批兩位哥倫比亞裔美國參議員之一。

## 早年生活與教育
加列戈生於芝加哥, 是美國第二代，母親是哥倫比亞人，父親是墨西哥人。 他和三個姊姊一起由單親母親帶大。 全家搬到芝加哥郊區的埃弗格林公园区 ，並畢業於當地的社區高中 。 高中畢業后，加列戈就讀於哈佛大學，並成為Sigma Chi兄弟會的成員。 隨後于2004年畢業，取得國際關係文學士學位。

## 早年生涯

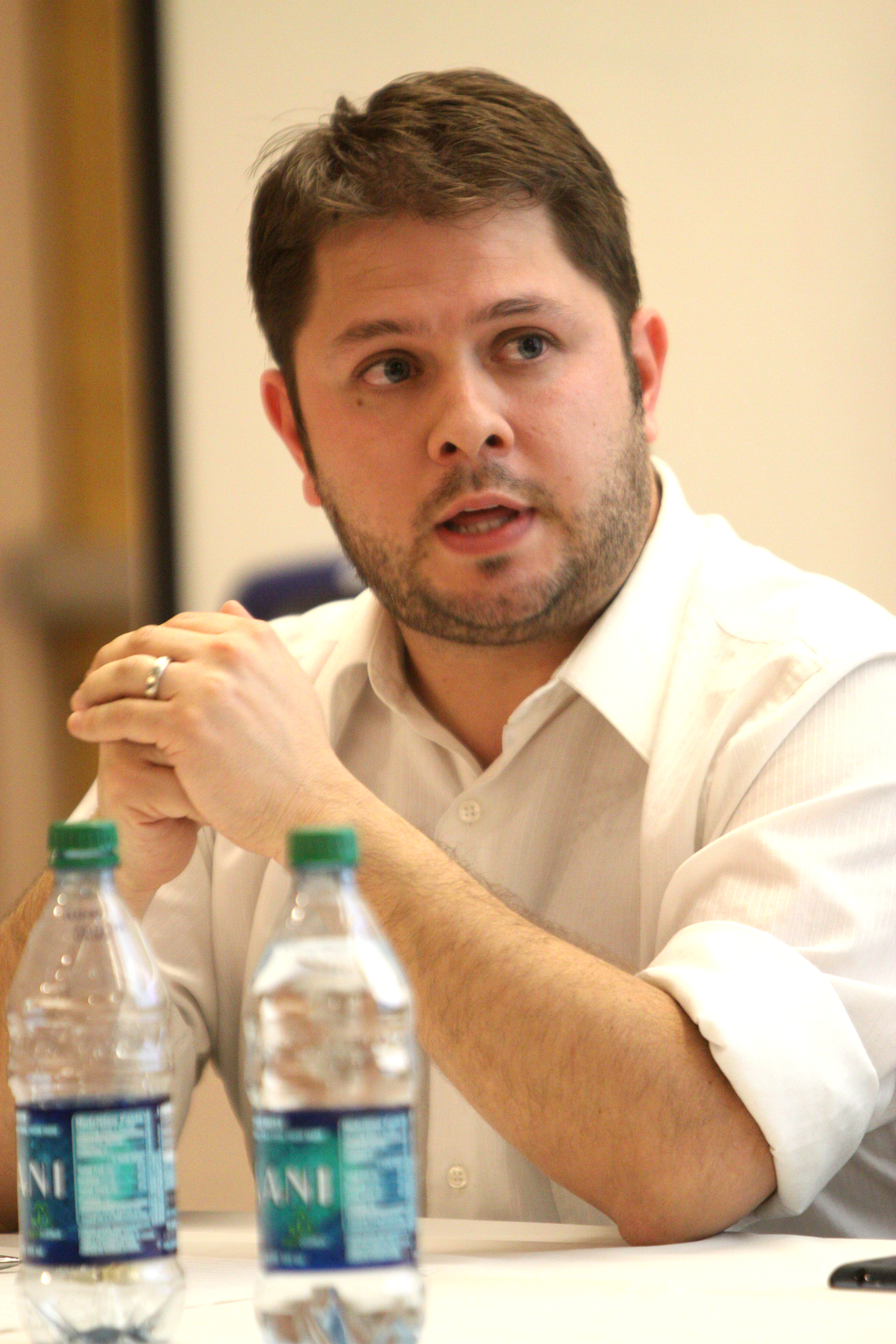
2013年的加列戈

加列戈於2002年至2006年在海軍陸戰隊服役。 在完成步兵學校(SOI) 的訓練後，他被派往伊拉克第25海軍陸戰隊第3營Lima連，擔任長槍下士。 2005年1月至2006年1月期間，3/25隊失去了46名海軍陸戰隊員和1名海軍軍醫。加列戈最好的朋友也在伊拉克的戰鬥中陣亡。
2007年，加列戈領導鳳凰城第7區市議會候選人邁克爾·諾瓦科夫斯基（Michael Nowakowski）競選成功，并在其就任后擔任幕僚長。  2009年，他卸下幕僚長一職，專心競選亞利桑那州眾議院第16選區，並於2010年勝出。
2011年，《亞利桑那共和報》（The Arizona Republic）將加列戈評為傑出的新生立法者。 他的第一個成功法案賦予居住在亞利桑那州的退伍軍人州內學費身份。
加列戈還成立了公民專業執法（Citizens for Professional Law Enforcement）團體，目的是罷免马里科帕县警長乔·阿尔帕约，理由是阿爾帕約的移民政策和他使用納稅人的錢來調查貝拉克·奧巴馬的公民身份。 但最終這次企圖失敗；阿爾帕約繼續留任，直到2016年連任失敗。加列戈曾在Strategies 360擔任拉丁裔和新媒體營運總監。他也曾在亞利桑那州最大的公關公司之一RIESTER工作。

## 政治立場
2020年11月，眾議院通過了一項由加列戈和共和黨人马克韦恩·马林以兩黨方式提出的法案，要求聯邦政府償付為原住民退伍軍人提供的醫療保健費用，無論該醫療保健是否由印第安人健康服務局或部落提供或轉介。2021年5月，眾議院通過了一項由加列戈提出的法案，即《部落學院和大學原住民退伍軍人成功試點計劃法案》，該法案將為美國原住民退伍軍人提供更多的政府資助。參議院沒有討論該法案。
據報導，2021年7月，一個名為「美國-卡塔爾商業理事會」的企業遊說團體為加列戈及其身為全國房地產經紀人協會說客的妻子支付了22,000美元的卡塔爾之行。 評論員指出，加列戈之前曾批評西内馬涉嫌與商業說客走得太近。
加列戈反對在2022年推翻羅訴韋德案。他還呼籲在亞利桑那州的憲法中寫入墮胎權利。
2022年2月，加列戈呼籲美國驅逐俄羅斯的大學生。一些評論員譴責這些言論是偏執和仇外的。 2023年2月9日，加列戈投票反對推翻《2022年地方居民投票權修正法案》，該法案允許非公民在哥倫比亞特區的地方選舉中投票。
在第117屆美國國會中，加列戈的投票與喬·拜登所表明的立場完全一致。 2023年9月，眾議院通過了加列戈的法案《美國原住民兒童保護法》（Native American Child Protection Act），該法案旨在成立全國印第安兒童資源與家庭服務中心（National Indian Child Resource and Family Services Center），以協助和訓練部落、部落組織和城市印第安人組織，並訂立州與部落之間的協議，以預防、調查和起訴家庭暴力。
加列戈在2023年投票贊成在哈馬斯襲擊以色列之後，向以色列提供支援 .

## 個人生活
2008年8月7日，加列戈將自己的名字從魯本·馬裡納雷納（Ruben Marinelarena）改為從魯本·馬裡納雷納·加列戈（Ruben Marinelarena Gallego），以紀念他的母親艾莉莎·加列戈（Elisa Gallego），在他童年時被父親遺棄後，母親獨力將他和三個兄弟姊妹撫養成人。2010年，加列戈與凱特·加列戈結婚，後者當選為鳳凰城市長。他們於2017年離婚，育有一子。
加列戈於2021年與雪莉·巴倫（Sydney Barron）結婚。巴倫是全國房地產經紀人協會的說客。加列戈和巴倫共生下一個孩子。